# 藤原師経 (末茂流)
藤原 師経 （ふじわら の もろつね、生年不詳 - 安元3年6月9日（1177年7月6日））は、平安時代後期の人物。藤原師光（西光）の子。

## 経歴
安元3年（1177年）院武者加賀国目代だった師経、備後国に配流。久々田村菊田神社の1597年（慶長二年）五月銘棟札の裏書には、「1181年（治承五年）四月左遷された藤原師経が久々田浦に着いた」とある。
左遷に至った理由は以下の通りである。
同年4月、後白河近臣であった西光（藤原師光）の子である師高が加賀守に就任、同じく子の藤原師経がその目代となるが、師経が白山の末寺を焼いたことに激怒した白山の僧侶が山門である延暦寺に訴えた白山事件が勃発。これにより延暦寺と後白河院は全面対決の様相を呈し、遂には大衆・僧徒が神輿を持ち出し内裏に向い、平重盛の兵との間で衝突、兵の矢が神輿に当たり死者も出したことから事態はさらに悪化、大衆は激昂して神輿を放置し帰山。
院では師高は尾張国へ配流、重盛の家人拘禁を決定、大衆の要求を全面的に受諾することで事件は決着したとするが、同年に後白河院側近で平家打倒を密かに進めたとし、平清盛に父西光が院の近臣として年来の悪行と私怨で天台座主・明雲の伊豆配流を進言の罪状により斬首。師経らも弟の師平らとともに捉えられ、六条河原にて斬首された。